# Shein (företag)
Shein, av företaget skrivet SHEIN, är en kinesisk klädkedja. Det grundades 2008 av Chris Xu i Nanjing i Kina och fanns 2021 online i över 220 länder. Företaget är känt för sina billiga kläder tillverkade i Kina och har blivit populärt bland generation Z-konsumenter.
De senaste åren har företaget varit föremål för varumärkeskonflikter, problem med produktsäkerhet samt anklagelser om skatteflykt och brott mot arbetsrätt och mänskliga rättigheter.

## Historia
Shein grundades 2008 i Nanjing i Kina, då under webbplatsen sheinside.com. Grundare var Chris Xu, en kinesisk entreprenör specialiserad på sökoptimering. 2013 hade företaget 100 anställda och hade då sitt huvudkontor i Guangzhou, där Shein även har sitt lager. År 2015 bytte företaget fokus till snabbmode och den stora expanderingen kom under Covid-19-pandemin när e-handeln ökade starkt.
Den 9 maj 2020 höll Shein en konsert, Shein Together, på deras hemsida, där bland annat artisterna Lil Nas X, Katy Perry och Doja Cat framförde låtar. Sheins popularitet ökade mycket kraftigt i början av 2020-talet och en anledning till det uppges bland annat vara extremt låga priser, rabattkoder och stor uppmärksamhet på sociala medier. Företaget har en mycket hög produktionstakt, ibland kallat ultra fast fashion. År 2023 uppskattades det att Shein lanserade runt 10 000 nya produkter dagligen.
I maj 2021 var Shein den mest nedladdade e-handelsappen i USA. Under oktober 2024 handlade 600 000 svenska konsumenter från antingen Shein eller Temu, som även det är en kinesisk handelsplattform. År 2024 beräknades Shein ha 20 procent av världens klädmarknad.

## Kritik
Shein har återkommande fått stark kritik för sin stora miljöpåverkan, dåliga arbetsförhållanden, att kläderna innehåller hälsofarliga gifter och att de plagierar redan existerande design från mindre kreatörer.

### Miljöpåverkan
Efter att Shein dubblat sina utsläpp 2023, har företaget kallats för den största klimatboven inom fast fashion.
Deutsche Welle kritiserade 2021 Sheins fast fashion-system för dess påverkan på unga konsumenter och miljön. Andra medier har pekat på appens beroendeframkallande natur och hur de låga priserna får människor att köpa saker de inte behöver. På grund av Sheins låga priser är de flesta kläder av låg kvalitet. Det leder ofta till att de slängs, vilket förvärrar problemet med textilavfall. Tillverkarnas omfattande användning av ny polyester och stora konsumtion av olja genererar lika mycket koldioxid som cirka 180 kolkraftverk.

### Brott mot arbetsrätten
En rapport från Public Eye 2021 visade att anställda hos sex leverantörer i Guangzhou arbetade 75 timmar per vecka, vilket bryter mot kinesisk arbetslag. Channel 4-dokumentären Inside The Shein Machine avslöjade att fabriksarbetare tvingades till 17-timmarsskift för en dagslön på $20, som kunde minskas med $14 vid misstag.
År 2024 sa Shein att de hittat två fall av barnarbete i sin leverantörskedja.

### Övrigt
2018 stämde Levi Strauss & Co. företaget för att ha kopierat en av deras varumärkesskyddade designer. Fallet gick dock inte till domstol utan löstes istället utanför rätten.
I juni 2020 förbjöds Shein-appen i Indien på grund av integritetsproblem.
I juli 2020 drog företaget tillbaka ett halsband innehållandes en svastika, efter kritik. Tillverkaren menade att det var en buddhistisk svastika och inte en nazistisk.